# دانشگاه آوراسیا
دانشگاه آوراسیا در شهر ترابوزان کشور ترکیه در سال ۲۰۱۰ به عنوان اولین دانشگاه خصوصی شهر تاریخی ترابوزان تأسیس شده‌است.

## پردیس‌ها

### پردیس پلیتلی
دانشکده علوم اقتصادی در پردیس پلیتلی در ۲ کیلومتری مرکز شهر ترابوزان قرار دارد. رشته‌های موجود در این پردیس عبارتند از:
- Mühendislik Mimarlık Fakültesi
- Fen Edebiyat Fakültesi
- İktisadi ve idari Bilimler Fakültesi
- Sağlık Bilimleri Fakültesi

### پردیس یالینجاک
دانشکده بهداشت در پردیس یالینجاک در ۵ کیلومتری مرکز شهر ترابوزان قرار دارد. رشته‌های موجود در این پردیس عبارتند از:
- Meslek Yüksekokulu
- Yabancı Diller Yüksekokulu
- Turizm ve Otel İşletmeciliği Yüksekokulu
- Sağlık Hizmetleri Meslek Yüksekokulu

### پردیس یومرا
دانشکده مهندسی و معماری و دانشکده علوم و ادبیات در پردیس یومرا در ۸ کیلومتری مرکز شهر ترابوزان قرار دارد. رشته‌های موجود در این پردیس عبارتند از:

#### دانشکده مهندسی و معماری
- مهندسی کامپیوتر
- مهندسی برق و الکترونیک
- مهندسی مکانیک
- مهندسی عمران
- مهندسی صنایع
- مهندسی علوم و صنایع غذایی
- معماری
- معماری داخلی